# Колоповка
Колоповка — река в Московской области России, правый приток Исконы.
Протекает по территории Можайского и Волоколамского городских округов. Берёт начало в лесах к западу от деревни Медвёдки, далее течёт на восток по открытой местности. Впадает в Искону в 56 км от её устья, у села Болычево. Длина реки составляет 10 км.
По данным Государственного водного реестра России, относится к Окскому бассейновому округу. Речной бассейн — Ока, речной подбассейн — бассейны притоков Оки до впадения Мокши, водохозяйственный участок — Москва от Можайского гидроузла до города Звенигорода, без реки Рузы (от истока до Рузского гидроузла) и реки Озерны (от истока до Озернинского гидроузла).